# Burg-Reuland
Burg-Reuland (lb. Buerg-Reiland) – miejscowość i gmina (commune) w Belgii, w Regionie Walońskim, w prowincji Liège, w okręgu Verviers. 1 stycznia 2024 roku liczyła 3961 mieszkańców. Leży przy granicy z Niemcami i Luksemburgiem, we wspólnocie niemieckojęzycznej

## Podział administracyjny
W skład gminy wchodzą dwie dzielnice (section):
- Reuland
- Thommen